# Les Ailes du Phaéton
Les Ailes du Phaéton est une série de bande dessinée d'heroic fantasy dessinée par Serge Fino et publiées par Soleil entre 1997 et 2004. Elle est divisée en trois cycles de trois volumes respectivement écrits par Didier Tarquin, Didier Crisse puis Isabelle Plongeon.
Uliat, marin-aventurier, est engagé par deux énigmatiques personnages pour se rendre sur l'île de Kashoum au centre de l'archipel du Gotai. Un voyage qui s'annonce long et risqué. 

## Albums
- Soleil

1. Le Ventre de Kashoum (1997)
2. Le Dernier Titan (1997)
3. La Colère d'Abyssaal (1998)[1]
4. Le Chasseur de typhons (1998)
5. Le Pays des mille lacs (1999)
6. L'Aube rouge du Médianos (2000)
7. Le Saphir Abysséen (2003)
8. Le Complot (2003)
9. La Reine des Abysséens (2004)